# Ludivine Jacquinot
Pour les articles homonymes, voir Jacquinot.
Ludivine Jacquinot, née le 25 janvier 1978 à Dijon, est une ancienne joueuse de handball française qui évoluait au poste de demi-centre.

## Biographie
Après 13 saisons au Cercle Dijon Bourgogne Handball, elle arrête sa carrière à l'orée de la saison 2009-2010. En novembre 2011, elle retrouve les parquets avec Dijon avant de finalement rempiler pour une nouvelle saison.
Ludivine Jacquinot prend définitivement sa retraite en mai 2013, à l'issue d'une finale de coupe de France perdue contre Metz Handball.

## Clubs
- Chaussin ESC : 1984-1993 (junior)
- US Saint-Vit : 1994-1995 (junior)
- ES Besançon : 1996-1997
- Cercle Dijon BH : 1997-2010 puis nov. 2011-2013

## Palmarès

### En club
- Finaliste de la Coupe Challenge en 2005 avec le Cercle Dijon Bourgogne
- Finaliste de la coupe de France en 2002, 2007 et 2013 avec le Cercle Dijon Bourgogne

### En équipe de France
- Première sélection le 26 mai 2006 à Toulon contre la  Turquie[1]
- 12 sélections et 10 buts marqués en Équipe de France

Championnat d'Europe
- Médaille de bronze au Championnat d'Europe 2006 en  Suède

Championnat du monde
- 5e place au Championnat du monde 2007 en  France